# Winners and Sinners 2
Från 1985. 
Regisserad av Sammo Hung. 
Producerad av Raymond Chow. 
Med Sammo Hung, Eric Tsang, Richard Ng, Charlie Chin, Fung Shui Fan, Sibelle Hu, Lam Ching Ying, Jackie Chan, Yuen Biao och Bolo Yeung. 
1 tim 24 min.

## Handling
Jackie Chan spelar polisen ”Muscles” som med kollegan Ricky, spelad av Yuen Biao, är på jakt efter en före detta polis som stulit några diamanter i Japan. Ricky blir kidnappad och Muscles behöver hjälp så han fixar ut sina gamla vänner från barnhemmet som nu är diverse småskurkar och lurar dem till Japan, dels med hjälp av den kvinnliga polisen Barbara (Sibelle Hu). Väl där jagar de rätt på skurkarna på ett nöjesfält och trots sina konflikter försonas med varandra.

## Om filmen
De flesta i gänget känns igen från Winners and Sinners (Five Lucky Stars) men några nya, bland andra ses Eric Tsang spela Blockhead, som kan ses som maffiabossen Sam i ”Infernal Affairs / Mo Gan Doh” från 2004. I birollen som den korrumperade polisen ser vi Lam Ching-ying. Det är återigen komedi på lägre nivå och mest relaterad till gängets försök att komma nära Barbara men snabba och bra koreograferade actionscener.